# Parasericostoma
Parasericostoma is een geslacht van schietmotten uit de familie van de Sericostomatidae. Het geslacht werd voor het eerst wetenschappelijk beschreven door F. Schmid in 1957.

## Soorten
Het genus bevat de volgende soorten:

- Parasericostoma abruptum Schmid, 1964
- Parasericostoma acutum Flint, 1983
- Parasericostoma corniculatum Flint, 1983
- Parasericostoma cristatum Flint, 1983
- Parasericostoma dinocephalum Schmid, 1957
- Parasericostoma drepanigerum Flint, 1983
- Parasericostoma laterale Schmid, 1964
- Parasericostoma ovale (Schmid, 1955)
- Parasericostoma peniai (Schmid, 1955)
- Parasericostoma rufum Schmid, 1964